# Altamont (Illinois)
Altamont é uma cidade localizada no estado americano de Illinois, no Condado de Effingham.

## Demografia
Segundo o censo americano de 2000, a sua população era de 2283 habitantes. 
Em 2006, foi estimada uma população de 2250, um decréscimo de 33 (-1.4%).

## Geografia
De acordo com o United States Census Bureau tem uma área de 
3,4 km², dos quais 3,4 km² cobertos por terra e 0,0 km² cobertos por água.

## Localidades na vizinhança
O diagrama seguinte representa as localidades num raio de 20 km ao redor de Altamont. 